# ムハンマド・イブン・アブドゥルワッハーブ
ムハンマド・イブン・アブドゥルワッハーブ （アラビア語: محمد بن عبد الوهاب, ラテン文字転写: Muhammad ibn ʿAbd al-Wahhab; 西暦1703年/ヒジュラ暦1115年 – 1792年6月22日）はスンナ派ムスリムの宗教家、ウラマー。アラビア半島中央部のナジュド出身。クルアーンと預言者のスンナだけに基づき、タウヒードを強調する厳格な復古主義的思想を説いた。信仰の本来の教えに立ち返ることによってイスラームを「浄化する」ことを訴えた。ここで言うイスラーム本来の教えとは、預言者ムハンマドが直接伝道した人々から数えて3世代までの「サラフ」（先祖の意）により理解されていた教えを指す。また、宗教的なこしらえ物（ビドア）、あるいは多神教（シルク）とみなしたものは、それがたとえ普通のムスリムの生活に根付いた習慣であっても拒絶すべきものとされた。
イブン・アブドゥルワッハーブはムハンマド・イブン・サウードと同盟を結び、その助けを得てディルイーヤ首長国（第一次サウード朝）を樹立した。彼らは同盟して権力を独占した上で二人で分け合い、二人の一族による支配はこんにちのサウジアラビア王国（第三次サウード朝）まで続いている。サウジアラビアにおける「アール・アッ＝シャイフ」と呼ばれる宗教的権威のある一族がイブン・アブドゥルワッハーブの子孫であり、同国の聖職者階級養成機関を支配してウラマーを統率している。

## 生涯

### 出自と思想形成期
イブン・アブドゥルワッハーブは、一般的に受け入れられている説によると、1703年に、アラビア半島中央部、ナジュドのウヤイナ村に生まれた。出身部族はアラブの諸部族の中でもオアシスに定住する部族の一つバヌー・タミームとされる。出生地はウヤイナではなくウヤイナから60km離れたところにあるフライミーであるともされる。
イブン・アブドゥルワッハーブの一家はイスラーム法学者の一家で、代々ハンバル学派を奉じていた。イブン・アブドゥルワッハーブも幼いころから、主に父親のアブドゥルワッハーブにイスラーム諸学を学んだ。長じてマッカとマディーナに巡礼を行い、そこに何年か留まって、ウラマーに師事したと言われている。イブン・アブドゥルワッハーブの生涯に関する「公式」史料でさえも、これら二都市を訪れた時期や順番には異同がある。また、巡礼の旅の全体の長さについても歴史研究者の間で意見が分かれている。イブン・アブドゥルワッハーブが1740年にアル＝ウヤイナに帰宅するまでの彼の人生は、多くの出来事についてその日時がわからなくなってしまっており、再構築が難しい。巡礼後はバスラ（現イラク南部）やイスファハーンにも遊学した。
マディーナにおいて、イブン・アブドゥルワッハーブは最初、アブダッラーフ・イブン・イブラーヒーム・イブヌル＝サイフ（Abdallah ibn Ibrahim ibn Sayf）師の下について学んだが、師は自分より年下のムハンマド・ハヤー・アッ＝スィンディーにイブン・アブドゥルワッハーブを紹介し、彼にこの者を弟子にしないかと勧めた。イブン・アブドゥルワッハーブとアッ＝スィンディーは非常に親しく交わり、イブン・アブドゥルワッハーブはアッ＝スィンディーの宅に長い間逗留した。アッ＝スィンディーはイブン・アブドゥルワッハーブに対して、問題を解決するときにその問題にまつわる情報だけに基づいて独自に精神的努力を払い、結論を導き出すこと（イジュティハード）、ワリーを崇めたり聖者廟に詣でたりするのは世人がみなやっていても拒否することを教えたとされている。

### 宣教の開始
イブン・アブドゥルワッハーブは故郷の村に戻るとタウヒード（唯一神崇拝）の布教をはじめた。彼の説法に惹きつけられた信者の中にはアル＝ウヤイナの有力者、ウスマン・イブン・ムゥアンマルもいた。彼には、自らの支配地域を「ナジュド全域に広げ、神が望みたもうならば、さらに」という政治的野望があった。イブン・アブドゥルワッハーブとイブン・ムゥアンマルは、お互いの布教と政治的野望という目的を達成するために協力し合うことにした。イブン・アブドゥルワッハーブは宗教改革に向けたいくつかの考えを実行に移し始め、まず最初に、地元民の信仰を集めていた預言者の教友、ザイド・イブヌル＝ハッターブの霊廟を打ち壊すことにした。彼は、イスラームの教えは霊廟崇拝を禁じていると唱え、イブン・ムゥアンマルに力を貸すように説得した。次に、地元民に神聖視されていた木々を切り倒すようにイブン・ムゥアンマルに命令し、「すべての木々の中で最も栄えあるもの」を自らの手で切り倒した。イブン・アブドゥルワッハーブは、密通を犯したと告白した女性に対して石打刑を執行することを導入したことでも知られる。
アル＝ウヤイナ村でのこれらの動きは、ナジュドに隠然たる影響力を保持していたアル＝アフサーゥとアル＝カティーフのアミール、バヌー・ハーリド部族のスライマーン・イブン・ムハンマド・イブン・グライルの注意を引いた。イブン・グライルはイブン・ムゥアンマルに対して、もしおまえがイブン・アブドゥルワッハーブを殺すか追放するかしなければ、おまえがアル＝アフサーゥに所有している地所の徴税権は失うことになるぞと脅した。イブン・ムゥアンマルは脅しに屈し、イブン・アブドゥルワッハーブをウヤイナから立ち去らせた。

### ムハンマド・イブン・サウードとの協定
アル＝ウヤイナから追放されたイブン・アブドゥルワッハーブは、1774年にウヤイナの南東にあるディルイーヤ（現在のリヤドの一部）に到着した。地元の有力者だったムハンマド・イブン・サウードは彼のうわさを聞いて彼の宿を尋ねた。イブン・アブドゥルワッハーブはイブン・サウードにムハンマドの宣教の生涯を説き、現在の住民がアッラーフの教えやその使徒の言行に背いていることを語った。2人は宣教盟約を結び、イブン・アブドゥルワッハーブはイブン・サウードの武力を背景に宣教を進めることが出来るようになった。権力者と組むのは二回目になるが今度はうまく行った。二人はアラビア半島の各アラブ部族を自分たちが想定するところのイスラームの「真正の」教えに立ち返らせようという点でお互いに合意した。ある史料によると二人が始めて相まみえたとき、イブン・サウードは次のように宣言したという。
| 「                                                                 | このオアシスはあなたのものです、敵を怖がりなさいますな。たとえ全ナジュドにあなたを追い出せと、号令がかけられたとしても、神の御名にかけて、私たちは決してあなたの追放には与しませんぞ。 | 」 |
| —マダーウィー・アッ＝ラシード（A History of Saudi Arabia: 16より） | |    |

ムハンマド・イブン・アブドゥルワッハーブはこれに答えて曰く、
| 「                                                                 | オアシスの長にして賢明なるあなたに、一つお願いがあります。あなたがカーフィルどもへのジハード（訳注：ここではイスラーム弘宣のための拡大ジハード）を実行に移すという誓いを、ここでわたしに立ててください。そうすればあなたはきっと、ウンマのイマームになるでしょう。わたしは神の教えに関わる問題に関してのイマームとなりましょう。 | 」 |
| —マダーウィー・アッ＝ラシード（A History of Saudi Arabia: 16より） | |    |

と述べた。合意はお互いに忠誠の誓い（バイア）を交わすことで確認された。イブン・アブドゥルワッハーブは宗教問題に関して責任を負うこととし、イブン・サウードは政治・軍事的問題の担当者になることになった。この歴史的合意は「相互支援協定（"mutual support pact"）」になり、アール・サウードの一族と、アール・アッ＝シャイフ及びイブン・アブドゥルワッハーブの弟子たちとの間の「権力分配に関する取り決め」にもなった。この合意は300年近く経った今でも続いており、サウード家の勢力拡大を促進させるイデオロギーとなった。
サウード家は、明確に定義された宗教上のミッション・大義名分が与えられたことで勢いづいた。サウード家の軍勢はナジュドを征服し、現代のサウジアラビア王国の国土全域とおおむね同じ範囲にまでサラフィー運動を及ぼした。そして当時民衆に受け入れられていたさまざまな信仰を多神教（シルク）に等しいとして根絶やしにする一方、イブン・アブドゥルワッハーブの教条を広めた。こうして、1744年の二人の協定はディルイーヤ首長国（第一次サウード朝）の出現というかたちで実を結んだ。

### 運動の後継者
イブン・アブドゥルワッハーブは、バグダードにいたころ、一人の裕福な女性と結婚したという伝承がある。彼女が亡くなったとき、イブン・アブドゥルワッハーブは土地と財産を受け継いだという。しかしながら、この「裕福な女性」との結婚及びバグダードへの旅行をしたという説は、サラフィー派のウラマーから異議が申し立てられている。サラフィー派によると彼の婚姻は彼がまだティーンエイジャーのころに父アブドゥルワッハーブにより縁組されたものであって、彼はバスラを越えて遠くへ旅したことはないという。
ムハンマド・イブン・アブドゥルワッハーブには6人の息子がいた。フサイン、アブドゥッラーフ、ハサン、アリー、イブラーヒームの5人に加え、夭折したアブドゥルアズィーズの6人である。成人した息子たちは皆、家のすぐ近くにマドラサを建て、ディルイーヤやその他の場所からやってくる若い弟子たちを教育した。イブン・アブドゥルワッハーブの子孫たちは「アール・アッ＝シャイフ」と呼ばれ、サウード家が治める国（アッ＝ダウラッ＝サウーディー）において歴史的に、国家公認の宗教者養成施設を支配して、ウラマーの指導層を形成した。
現代サウジアラビアにおいて、アール・アッ＝シャイフに属する人々は「アール・サウード」と呼ばれるサウード王家と同等の威信を保持している。両者は権力を分け合い、ウラマーや政府の官僚などの地位についている。両家の協定は、アール・サウードが信仰に関わる分野においてアール・アッ＝シャイフの権威を維持し、サラフィー主義の原則を掲げ、これを弘宣することに基礎を置く。アール・アッ＝シャイフはその見返りとして、アール・サウードの政治的権威を支持する。サウジアラビアではこのように宗教的道徳的権威が、王族支配の正当化に役立てられている。

## 一次史料
イブン・アブドゥルワッハーブとその宗教運動については、支援者の立場から書かれた2種類の同時代史の記述がある。イブン・ガンナム（Ibn Ghannam）の『ナジュド史』（Tarikh Najd、別名 Rawdhat al-Afkar wal-Afham）と、イブン・ビーシュル（Ibn Bishr）の『ナジュド史における栄光の進路』（Unwan al-Majd fi Tarikh Najd）がそれである。フサイン・イブン・ガンナム（ - 1811年）はアル＝アフサーゥ出身のウラマーであり、イブン・アブドゥルワッハーブの運動をそのはじまりの時点から直接観察した唯一の歴史家である。彼の年代記は1797年で終わる。これに対してイブン・ビーシュルの年代記は1854年で止まる。これはイブン・ガンナムの頃から一世代遅い時期に書かれたものであるが、イブン・ビーシュルがナジュドに生まれ育った者であり、イブン・ガンナムよりも詳細な説明を数多く付け加えているため、部分的にはイブン・ガンナムよりも価値が高いと考えられている。
もう1種類、1817年頃から匿名のスンナ派の著者により書かれた『ラームゥ・アッ＝シハーブ』（Lam' al-Shihab）という年代記がある。著者はイブン・アブドゥルワッハーブの運動を「ビドア」と見なしており、謙虚にこの運動に賛成しない意を表している。この本もよく引用されるのであるが、これは主題に対して比較的客観的な同時代文献であると考えられるからである。しかしながら前述の2種類の同時代史料とは異なり、著者がナジュドに住んでいない。また、イブン・アブドゥルワッハーブの人生の詳細に関して、いくつかの黙示録的な、また、伝説的な素材を含むとされる。

## 思想

### タウヒードの強調
ムハンマド・イブン・アブドゥルワッハーブの思想は、13世紀から14世紀にかけて活躍したシリア出身のイスラーム学者、イブン・タイミーヤの思想に強い影響を受けたものであったとされる。
ムハンマド・イブン・アブドゥルワッハーブは、自らの運動をイスラームを純化するための努力と捉えていた。その運動の方法論はムスリムたちを、彼の信じる信仰の基本原則に立ち返らせるというものであって、その基本原則の型は先祖たち（サラフ）が手本を示している、とする。イブン・アブドゥルワッハーブはまた、宗教的こしらえ物（ビドア）あるいは多神教（シルク）と彼がみなしたものを排し、イスラームの第一原則は神の一化性（タウヒード）にあると布教した。タウヒードの第一の態様は、アッラーフを信じ、すべての主権がアッラーフにあることを信じることである。つまりアッラーフ唯一人が信者の主（アッ＝ラッブ）であると信じることである。第二の態様は、崇敬の対象としてのアッラーフとアッラーフ唯一人が一つになることである。第三の態様は、アッラーフの名前や属性をしっかり信じることである。
イブン・アブドゥルワッハーブの教説の「核心」は『タウヒードの書』（Kitab al-Tawhid）に開示されている。同書はクルアーンや預言者ムハンマドの言行録であるハディースに題材を採った短い随筆であり、イスラーム信仰には、毎日五回の礼拝（サラート）、断食（サウム）、神に語りかける祈り（ドゥアー）、神に加護を求めること（イスティアーザー、Istia'dha）、神に助力を求めること（イスターナーとイスティガトハー、Ist'ana and Istighatha）といった儀式的行為が含まれるという内容の説教である。イブン・アブドゥルワッハーブは、アッラーフ以外の何者か又は何かにドゥアーをすること、つまり、保護やとりなしを呼びかけたり祈ったりすることがシルク（多神教）に当たり、タウヒードの主義と矛盾すると熱心に強調した。そして、そのようなことを試みる者は決して許されないと主張した。
イブン・アブドゥルワッハーブの運動の最も特徴的なところは、すべてのムスリムが単一の神、アッラーフに祈りを捧げているけれども、神のとりなしが行われるとは限らないとした点であった。ムスリムというアイデンティティを持っている者であっても、実際のところ多神教者である（とイブン・アブドゥルワッハーブが信じた）者に対して、彼は厳格にタクフィール宣言を行った。とはいえ、イブン・アブドゥルワッハーブはすべてのグループに対して一面的にタクフィール宣言をすることは避けた。これに関して彼は「何もわからずアブドゥルカーディル・ジーラーニー廟に腹ばいになってひれ伏す者に何をか言わんや。ただし故意にそうしている者についてはこの限りにあらず。」と述べた。

### スーフィズムについて
ムハンマド・イブン・アブドゥルワッハーブの息子、アブドゥッラーフは『アル＝ハディーヤ・アッ＝スンニーヤ』（Al-Hadiyyah al-Suniyyah）という宗教論を著し、神にとりなしを願う（タワッスル）に際して、神秘主義的な修行を行うことについて厳しい批判を行ったが、その論文の末尾で自己の内面を浄化する修行「タズキーヤ」については肯定的に語っている。

### 非ムスリムについて
『憎しみの王国』という本の著者ドアー・ゴールドによると、イブン・アブドゥルワッハーブは『タウヒードの書』の中で、キリスト教徒とユダヤ教徒を悪魔を信じる呪い師のように描写し、ハディースを引用して預言者に「呪い師たちへの罰として彼らは剣により串刺しにさるるべし」と言わしめている、という。また、イブン・アブドゥルワッハーブは「キリスト教とユダヤ教は彼らの預言者の墓を不適切にも崇拝の場所、聖地にしてしまった」と主張し、ムスリムたちはこのような愚考を真似するべからずと警告する。そして、「啓典の民の所業は、彼らのシルク（多神教）として糾弾される」と結論する。
2004年に『イスラーム・ワッハーブ派』という本を表したドゥロン＝バという研究者は、「イブン・アブドゥルワッハーブは、当時、他の宗派宗教を異端として猛烈な否定をしたにもかかわらず、決して彼らを殺してしまえなどということはなかった。（中略）彼はこれらの人々が来世で罰せられるだろうと思っていたのだ。」と述べてイブン・アブドゥルワッハーブを擁護する。

## ワッハーブ派
イブン・アブドゥルワッハーブの起こした運動、ないしそれを受け継いだ者たちを指す呼び名は、立場により異なる。彼らの自称は「ムワッヒドゥーン（一神教徒）」である。日本語では普通、「ワッハーブ派」と呼ぶ。英語圏では「ワッハービズム」としてよく知られるが、この言葉が敵対者により造語された軽蔑的な用語とみなす信者は多く、彼らはサラフィー運動と呼ばれることを好む。学術的には「サラフィーイズム」は全世界のさまざまなところで行われているイスラームの純化運動の一部を形容するのにふさわしい用語で、 「ワッハービズム」はサウード派の運動に限定して捉える場合に用いる用語である。また、「ワッハービズム」は厳格な「サラフィーイズム」として捉えられている。ベイルートのアメリカン大学の研究者アフマド・ムーサッリーによると「すべてのワッハービーがサラフィー主義者だが、すべてのサラフィー主義者がワッハービーであるとは限らないという法則がある」という。そのほかにも、ワッハービズムとサラフィーイズムはもともと別個のものであったが、1970年代に実質的に見分けがつかないものとなったとする論者もいる。20世紀アルバニアのウラマー、ナースィルッディーン・アールバーニーはイブン・アブドゥルワッハーブの運動を「ナジュディー・ダアワ」（Najdi da'wah, ナジュドの宣教運動）と呼ぶ。

## 著作
- Risālah Aslu Dīn Al-Islām wa Qā’idatuhu[48]
- Kitab al-Quran (The book of Allah)
- Kitab at-Tawhid (The Book of the Unity of God)[42]
- Kashf ush-Shubuhaat (Clarification of the Doubts)[47]
- Al-Usool-uth-Thalaatha" (The Three Fundamental Principles)
- Al Qawaaid Al ‘Arbaa’ (The Four Foundations)
- Al-Usool us Sittah (The Six Fundamental Principles)
- Nawaaqid al Islaam (Nullifiers of Islam)
- Adab al-Mashy Ila as-Salaa (Manners of Walking to the Prayer)
- Usul al-Iman (Foundations of Faith)
- Fada'il al-Islam (Excellent Virtues of Islam)
- Fada'il al-Qur'an (Excellent Virtues of the Qur'an)
- Majmu'a al-Hadith 'Ala Abwab al-Fiqh (Compendium of the Hadith on the Main Topics of the Fiqh)
- Mukhtasar al-Iman (Abridgement of the Faith; i.e. the summarised version of a work on Faith)
- Mukhtasar al-Insaf wa'l-Sharh al-Kabir (Abridgement of the Equity and the Great Explanation)
- Mukhtasar Seerat ar-Rasul (Summarised Biography of the Prophet)
- Kitaabu l-Kabaair (The Book of Great Sins)
- Kitabu l-Imaan (The Book of Trust)
- Al-Radd 'ala al-Rafida (The Refutation of the Rejectionists)